# IMAXコーポレーション
IMAXコーポレーション（アイマックスコーポレーション）は、IMAXカメラと映写システムの設計・製造、映画の企画開発・製作・ポストプロダクション、世界のIMAX提携劇場への配給などを行うカナダの映画会社。1967年にモントリオールで設立され、トロント地域に本社を置き、ニューヨークとロサンゼルスで事業を展開している。
2019年12月現在、世界81カ国に1,624のIMAXシアターがあり、そのうち1,529は商業用マルチプレックスに設置されている。これらには、IMAX 3D、IMAXドーム、デジタルIMAXなどのIMAXバリエーションがある。CEOはリチャード・ゲルフォント。

## 歴史
IMAXは、オンタリオ州ミシサガを拠点とするカナダの企業。1967年に、Graeme Ferguson、Roman Kroitor、Robert Kerrの3人の映画製作者がIMAXコーポレーションを設立したのが始まりである。IMAXは、ローマン・クロイトール、コリン・ロー、ヒュー・オコナーの3人によるマルチスクリーン作品から生まれたアイデアと新しい技術によって誕生した。モントリオール万国博覧会では、『In the Labyrinth』とファーガソンの『Man and the Polar Regions』（ロバート・カーが共同製作）の両作品がどちらも上映された。その経験から、Graeme Ferguson、Roman Kroitor、Robert Kerrの3人は、これまでにない大規模で複雑なプロジェクトを開発するには、新しい技術が必要だと考えた。その結果、彼らは1968年にウィリアム・ショーというエンジニアを探し出し（彼はファーガソンやカーと一緒にオンタリオ州ガルト、現在のケンブリッジにあるガルト・カレッジ・インスティテュートに通っていた）、この技術の開発を依頼した。その後、Shawは、従来の35mmフィルムの10倍の大きさで、圧倒的な高画質の映画を作ることができる新しいプロジェクターを開発した。この新技術を使ってIMAXコーポレーションが初めて製作した映画は、日本の大阪で開催された日本万国博覧会（通称：大阪万博）で上映された『虎の仔』であった。Graeme Ferguson、Roman Kroitor、Robert Kerrの3人が、巨大スクリーン、サラウンド・サウンド、スタジアム・シートを備えた劇場を作りたいと考えたのは、マルチスクリーン・ビューイングのためだった。
William Shawは、大型スクリーン、サラウンド・サウンド、見やすい座席など、より大きく、よりリアルな体験を観客に提供するというIMAXコーポレーションが抱く野望の実現に貢献した。ショーは、2002年8月31日に73歳で亡くなるまで、（公式には引退していたが）デザイナー兼開発者としてIMAXに在籍した。ショーは引退する前に3Dカメラを開発し、IMAXフィルムズのために国際宇宙ステーションに送り込んだ。1994年、投資銀行家のGelfondとBradley Wechslerは、レバレッジド・バイアウトによりIMAX Corporationを買収し、NASDAQ証券取引所に上場した。その後、IMAXは、ハリウッドの製作会社に技術を使ってもらえるように働きかけることに力を注ぎ始めた。IMAX Corporationのもう一人の技術者であるブライアン・ボニック（IMAX Corporationの最高技術責任者）は、全世界のIMAXがハリウッドの大作映画を製作することを可能にする技術を開発した。その業界で求められるより柔軟な技術は、さまざまな場所で素早く適応できるIMAX DMR（デジタルリマスタリング）の開発につながった。その後、IMAXエクスペリエンスやIMAX MPXシアターシステムなどの新しい技術が導入された。刷新されたIMAX 2Dの映像は、IMAX 3Dに移行された。

### 最近の主な出来事
- 2009年4月、GelfondはIMAX単独のCEOとなり、Wechslerは取締役会の会長に就任した[18][19]。
- 2009年後半、IMAXは映画『アバター』に参加し、IMAXははハリウッドのメインストリームでの成功を収めた[20][21]。
- 2011年3月、IMAX社は、中国のワンダ・シネマラインがIMAXコーポレーションとの75館の契約を発表したことに言及した[22]。
- 2012年、IMAXは中国の天津に最初の拠点を開設した[23]。
- 2015年10月8日、同社の子会社であるIMAXチャイナが香港証券取引所に上場した[24]。ハリウッド・レポーターとウォール・ストリート・ジャーナルによると、「IMAX Chinaは新規株式公開で2億4800万ドルを調達した[25]」とのことだが、これは「気配値の底」であった[26]。
- 2019年12月現在、81の国と地域に1,624の劇場がある。

## 共同制作
2016年11月、マーベル・テレビジョン（2020年1月に「マーベル・TV・スタジオ」へ社名変更）とIMAX社は、同名のスーパーヒーロー種族を題材にした実写テレビシリーズ『マーベルズ・インヒューマンズ』を発表した。 ABCスタジオ（2020年8月に「ABCシグネチャー」へ社名変更）との共同制作となった本シリーズでは、IMAXが初となる資金調達パートナーを務めたことで、マーベルは本シリーズに他のテレビシリーズよりも多くの予算をかけ、特に視覚効果に力を入れることができた。シリーズ全体の撮影には、IMAXデジタルカメラが使用された。『インヒューマンズ』では、最初の2つのエピソードを劇場公開用に編集したバージョンが公開された。このエピソードは、2017年9月に世界中の劇場のIMAXスクリーンでデビューし、その後、ABCで毎週エピソードが放送された  。IMAX版の最初の2つのエピソードの評判が悪く、興行収入が350万ドルにとどまったことを受けて、リチャード・ゲルフォンドは、今後『ゲーム・オブ・スローンズ』に対する出資やコンテンツへの取り組みに沿った、より保守的なアプローチをとるつもりであることと、自社の資本を投資するかどうか、また投資する場合はどの程度まで行うかを検討する際には、より保守的になる、と述べている。